# Peterloch
Das Peterloch ist eine natürlich entstandene Karsthöhle bei Woppenthal in der oberpfälzischen Gemeinde Birgland im  Landkreis Amberg-Sulzbach, Bayern. Im Höhlenkataster Fränkische Alb (HFA) ist die Höhle als E 7 registriert. In der Höhle wurden zahlreiche vorgeschichtliche Funde gemacht, sie ist deshalb als Bodendenkmal geschützt.

## Geographische Lage
Die Höhle befindet sich etwa 580 Meter südsüdwestlich der Ortsmitte von Woppenthal am sanft abfallenden Westhang des Brackenberges, einem westsüdwestlichen Ausläufer des 611 m ü. NN hohen Bärenberges. Sie liegt nur wenige Höhenmeter unterhalb des Gipfelpunktes des Berges auf rund 590 m ü. NN in der gleichnamigen Waldabteilung der Peterleite. Erreichbar ist sie von Woppenthal aus über die nach Südwesten führende Waldstraße, unmittelbar vor dem Austritt aus dem Wald liegt sie östlich der Straße.

## Beschreibung
Der Eingang der etwa 32 mal 15 Meter großen Tropfsteinhöhle befindet sich in einer mehrere Meter tief abfallenden und steilwandigen trichterförmigen Doline. Auf deren Grund öffnet sich neben einer nur wenige Dezimeter großen Öffnung das etwa einen Meter im Durchmesser messende Einstiegsloch zu einem rund einen Meter breiten, heute durch Versturzmaterial zwei Meter tiefen und fünf Meter langen Spalt, der kurz darauf im Norden endet. Am Südende geht er in eine tieferliegende größere Halle über. Der Abstieg in diese Höhlenhalle führt über einen steil abfallenden Schuttkegel. Diese vordere Halle ist durch den Schuttkegel nur noch wenige Meter hoch und hat nur wenig Sinterschmuck ohne Tropfsteine. Diese Halle geht unmittelbar in eine zweite, etwas kleinere über, die an der gesamten Höhlendecke mit kleinen Tropfsteinen überzogen ist, vereinzelt gibt es dort auch etwas größere Tropfsteine am Höhlenboden.
Das vom Bayerischen Landesamt für Denkmalpflege als „Höhle Peterloch (E7) mit Funden der Urnenfelderzeit und der Späthallstatt-/Frühlatènezeit sowie menschlichen Skelettresten“ erfasste Bodendenkmal trägt die Denkmalnummer D-3-6535-0007.

## Forschungsgeschichte
Erste Grabungen in der Höhle unternahm der Amberger Dentist Ehrensberger, als er um das Jahr 1890 acht menschliche Schädel entnahm. Weitere Grabungen und Schürfungen wurden ab 1916 durch Ferdinand Birkner, Anton Dollacker und Fritz Knarr durchgeführt, 1936 durch den Nürnberger Speläologen Richard Erl. Gefunden wurden neben menschlichen Schädeln weitere Skelettreste sowie vorgeschichtliche und mittelalterliche Scherben. Die Funde befinden sich in der Sammlung der Naturhistorischen Gesellschaft Nürnberg und im Historischen Museum Regensburg.

## Zugang
Das Peterloch ist ganzjährig frei zugänglich, allerdings nicht ganz gefahrlos zu betreten.
Die Höhle ist nicht abgesichert und darf nicht begangen werden.

## Bilder

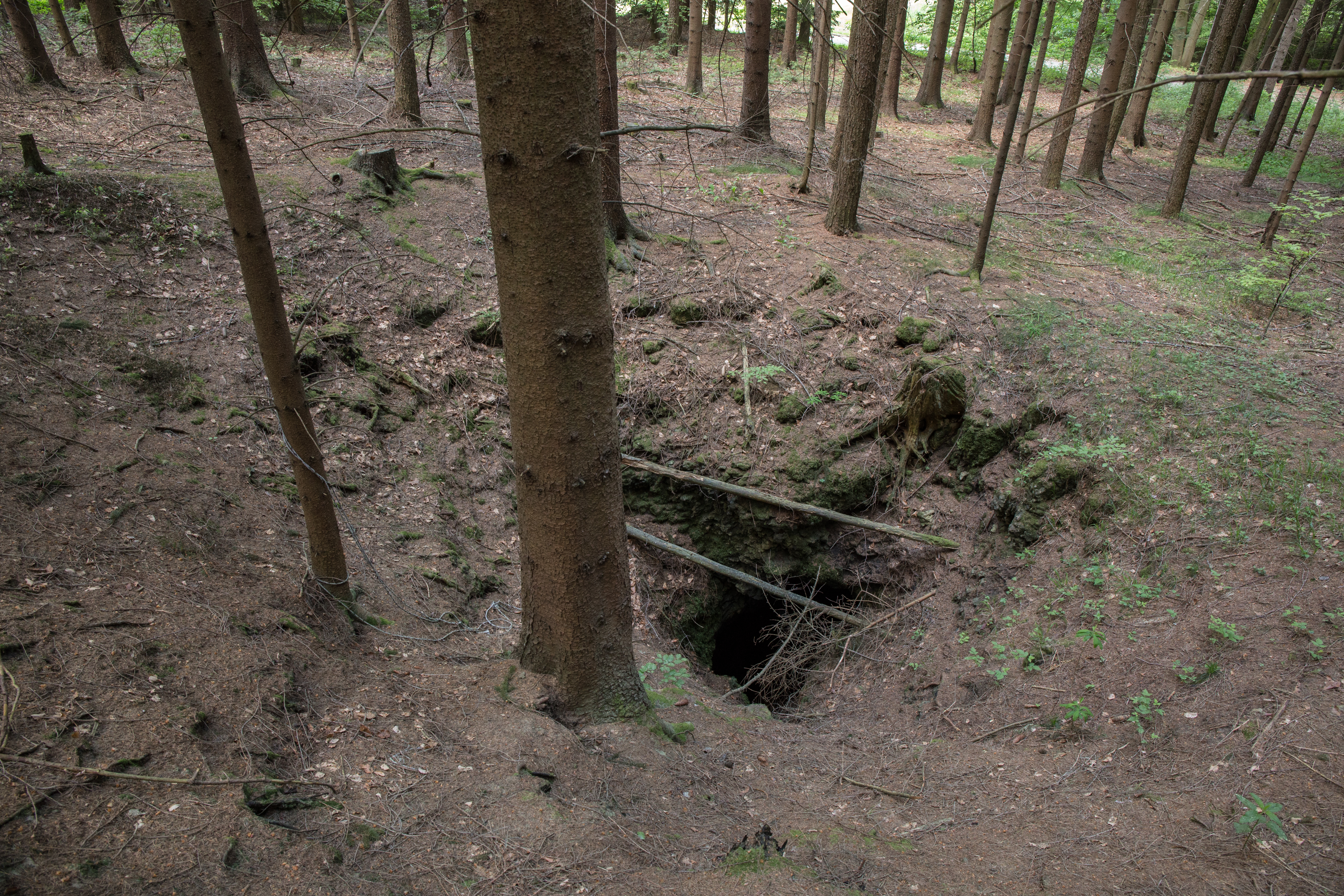
Blick in die Einsturzdoline mit dem Höhleneingang am Grund. Im Bildhintergrund die vorbeiführende Waldstraße. (Mai 2015)
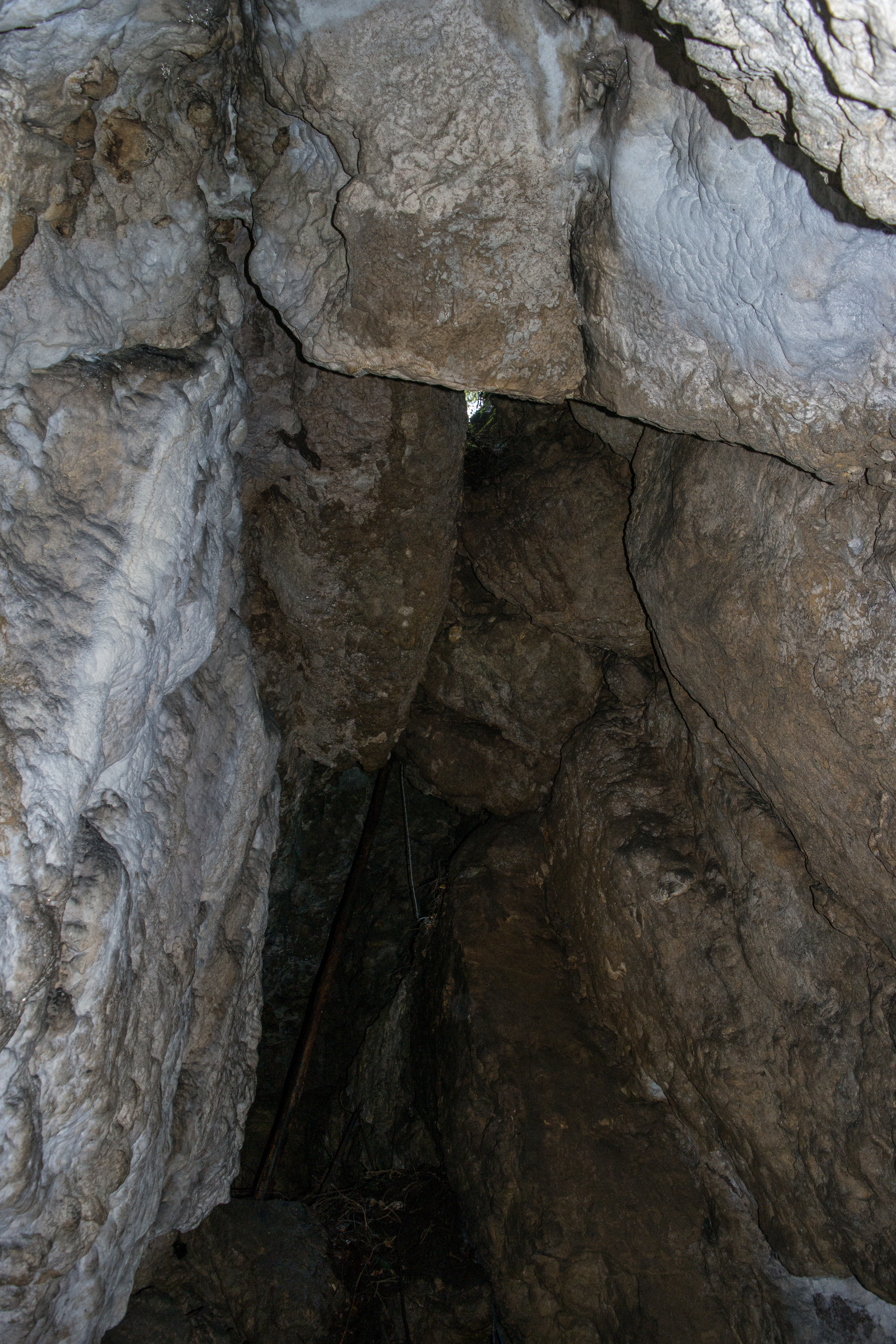
Blick vom Schuttkegel auf den Eingangsspalt (Mai 2015)
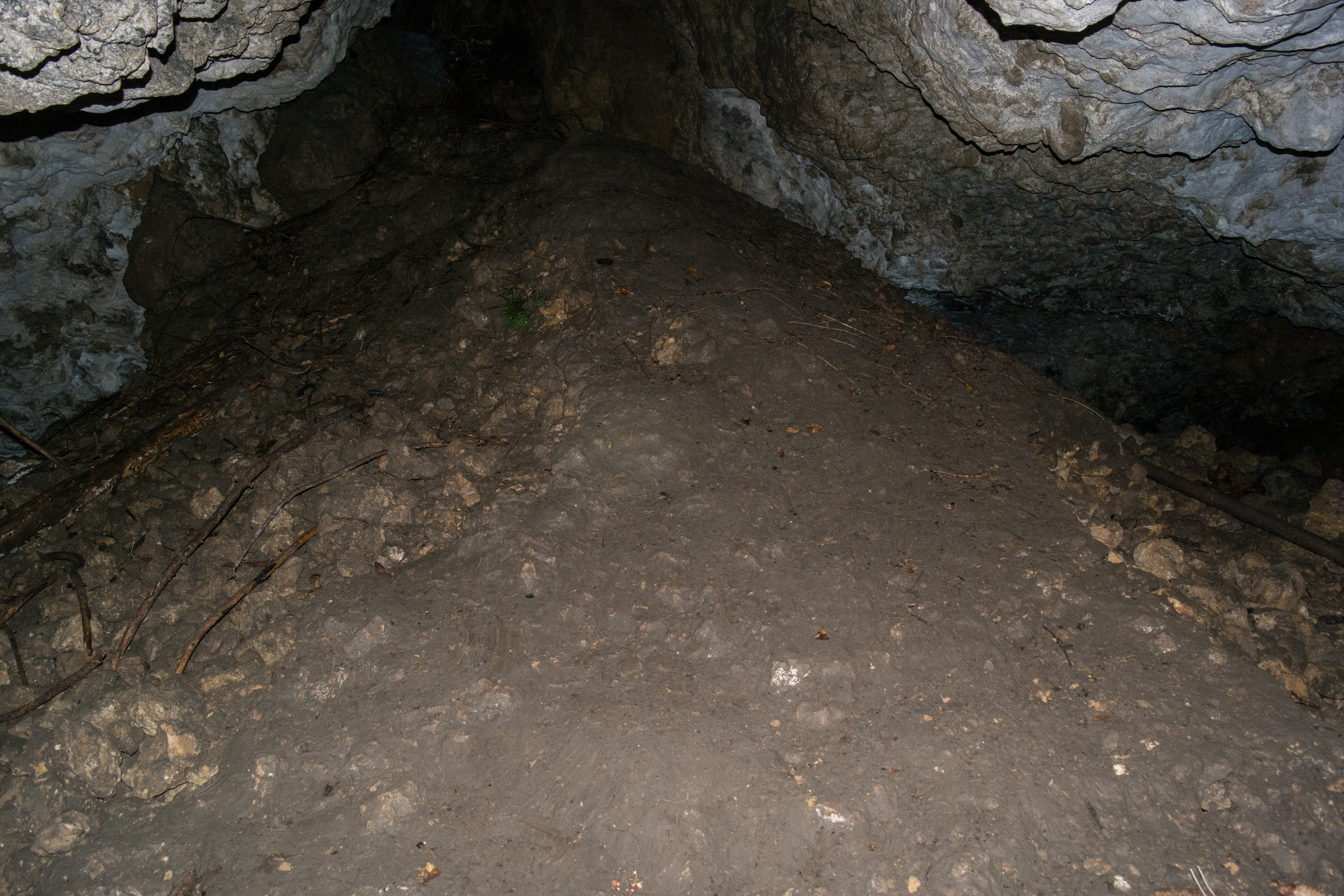
Schuttkegel und vordere Halle (Mai 2015)
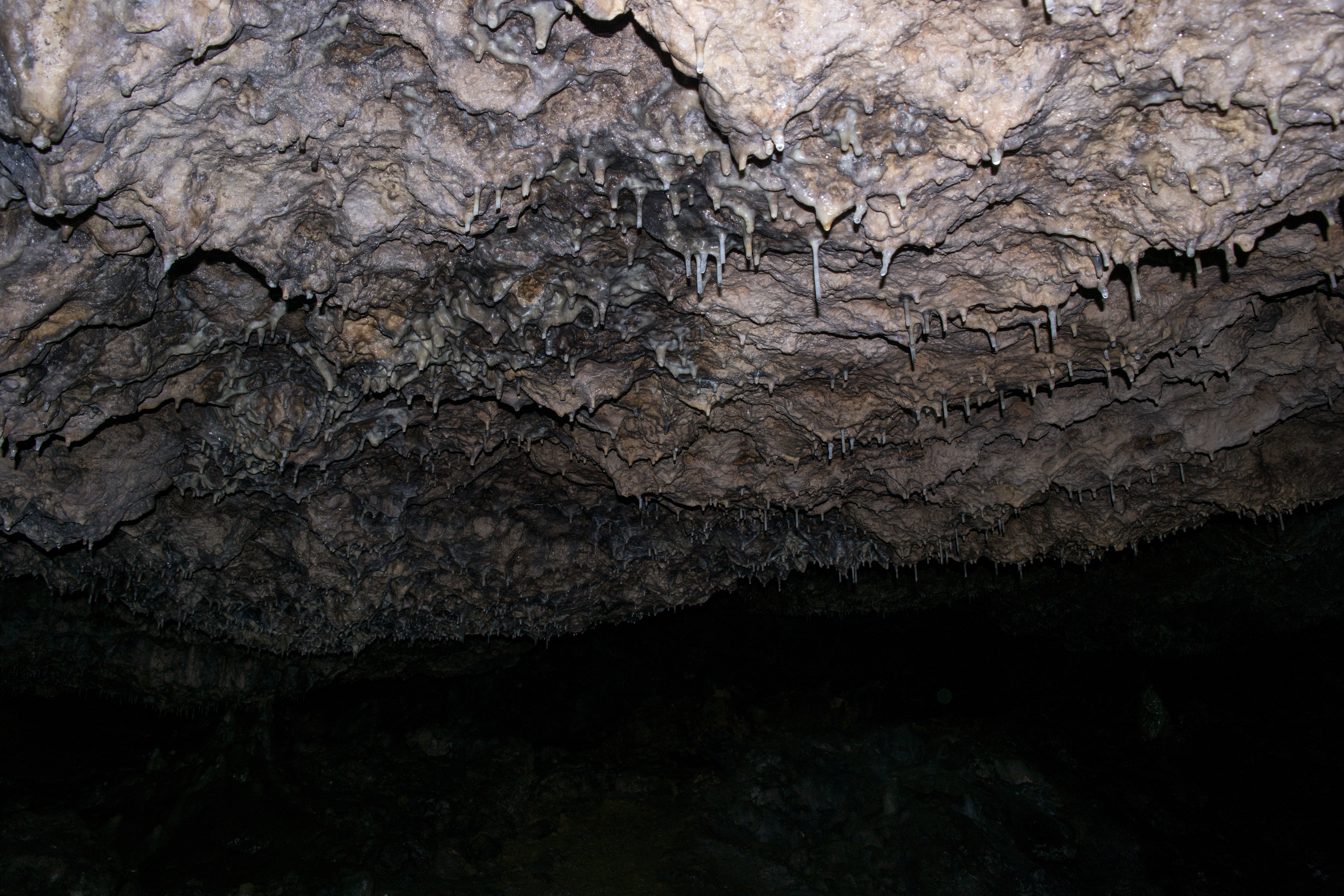
Höhendecke der hinteren Halle (Mai 2015)
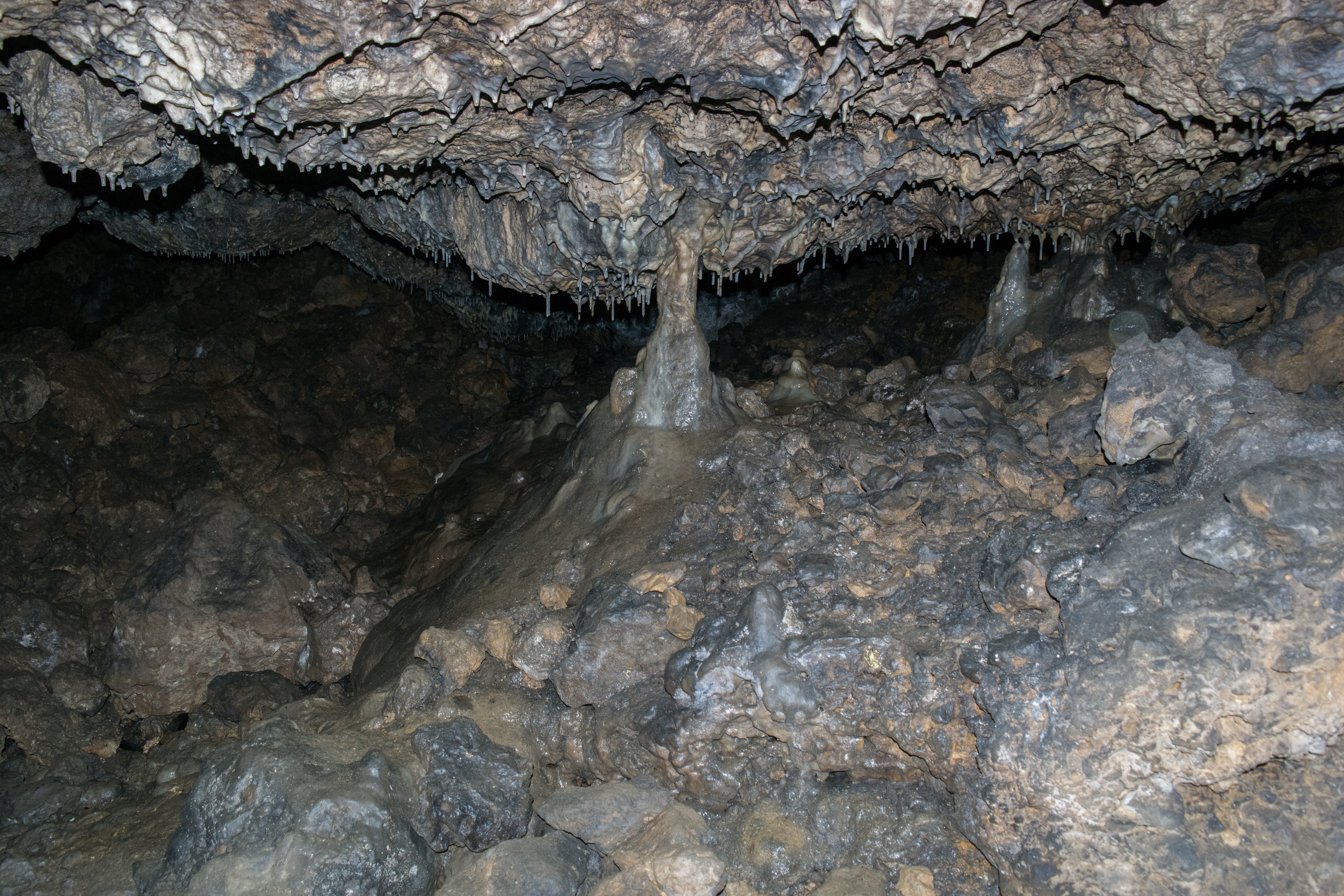
Tropfsteine in der hinteren Halle (Mai 2015)
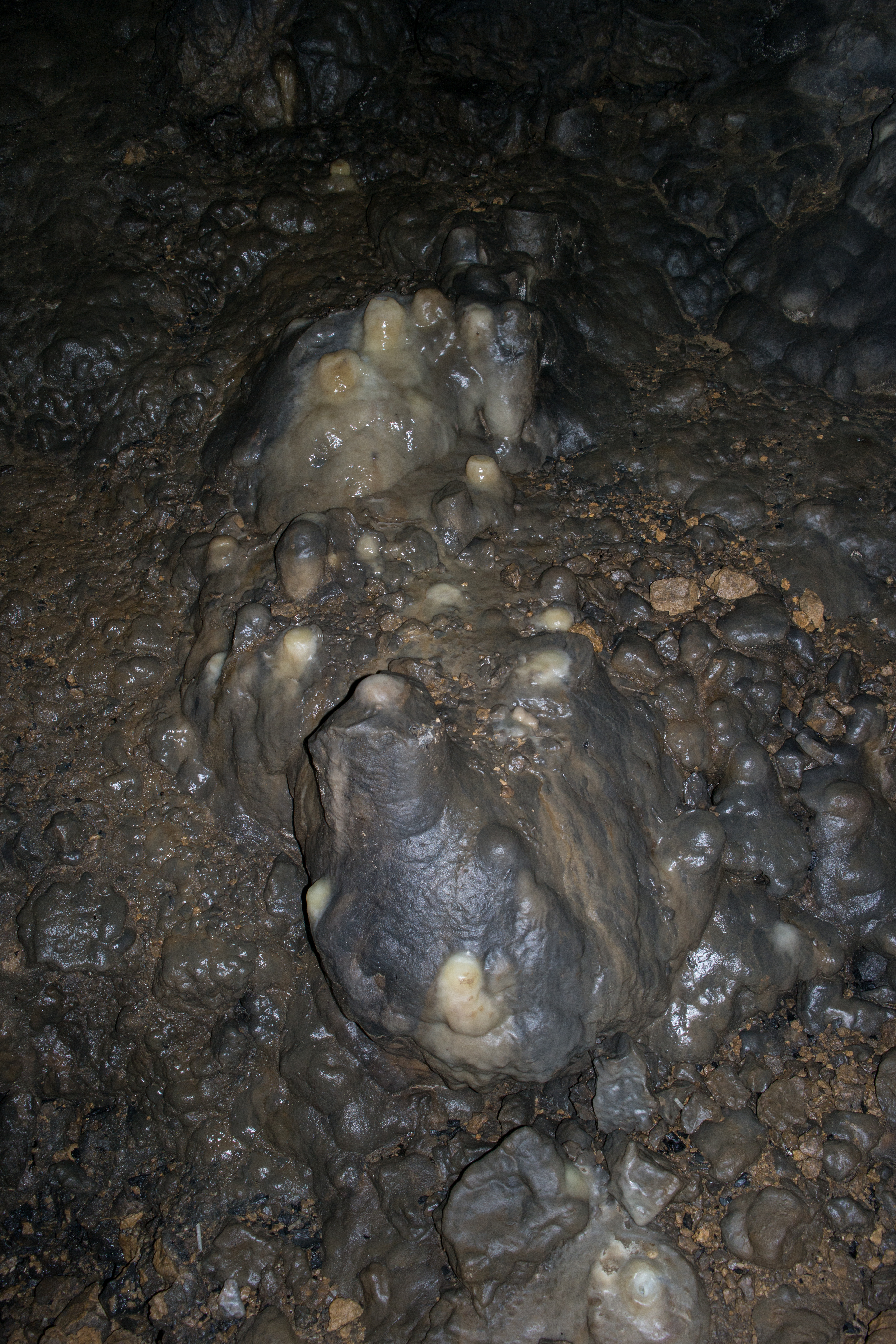
Abgebrochener Tropfstein, auf dem neue wachsen (Mai 2015)
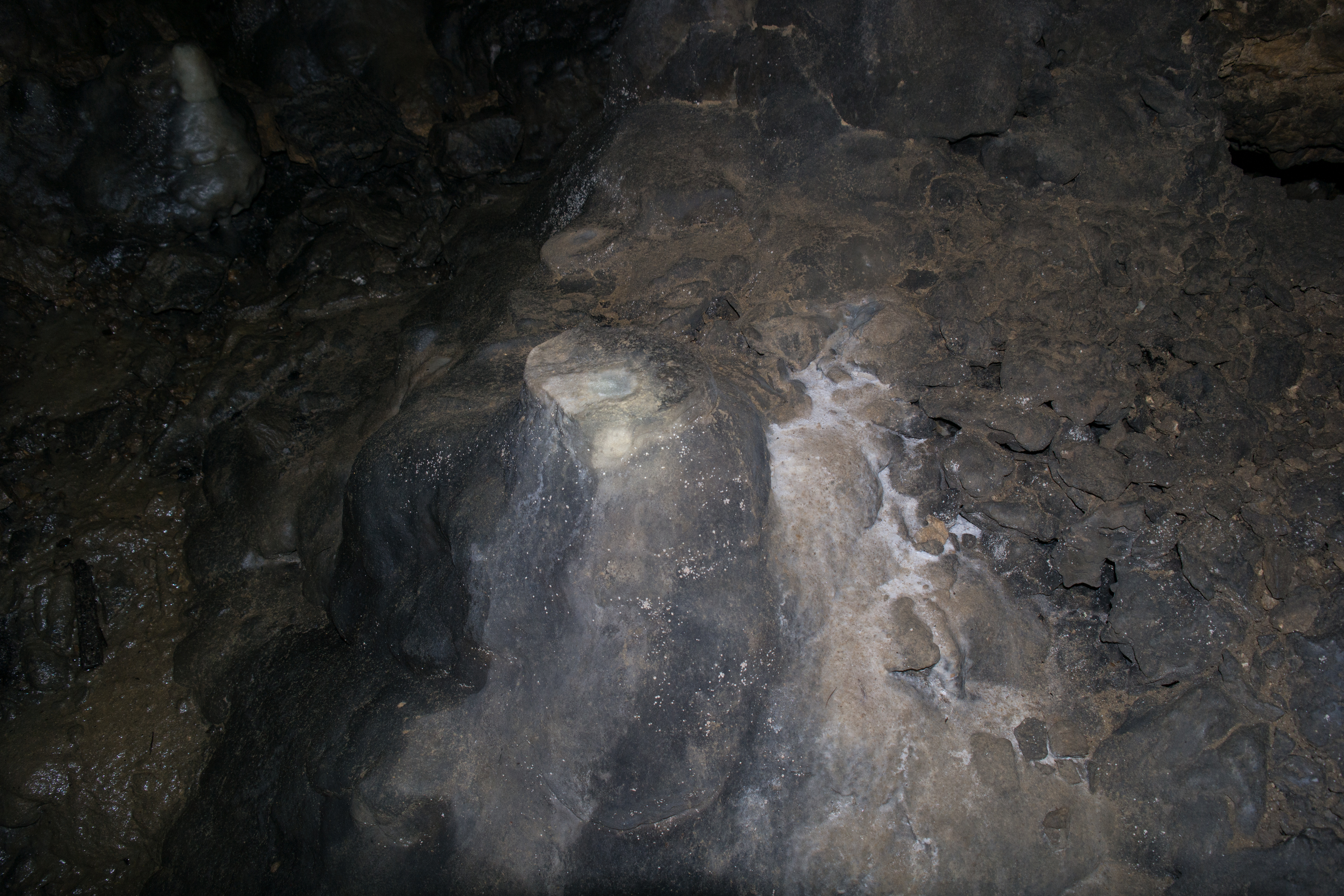
Weiterer abgebrochener Tropfstein (Mai 2015)
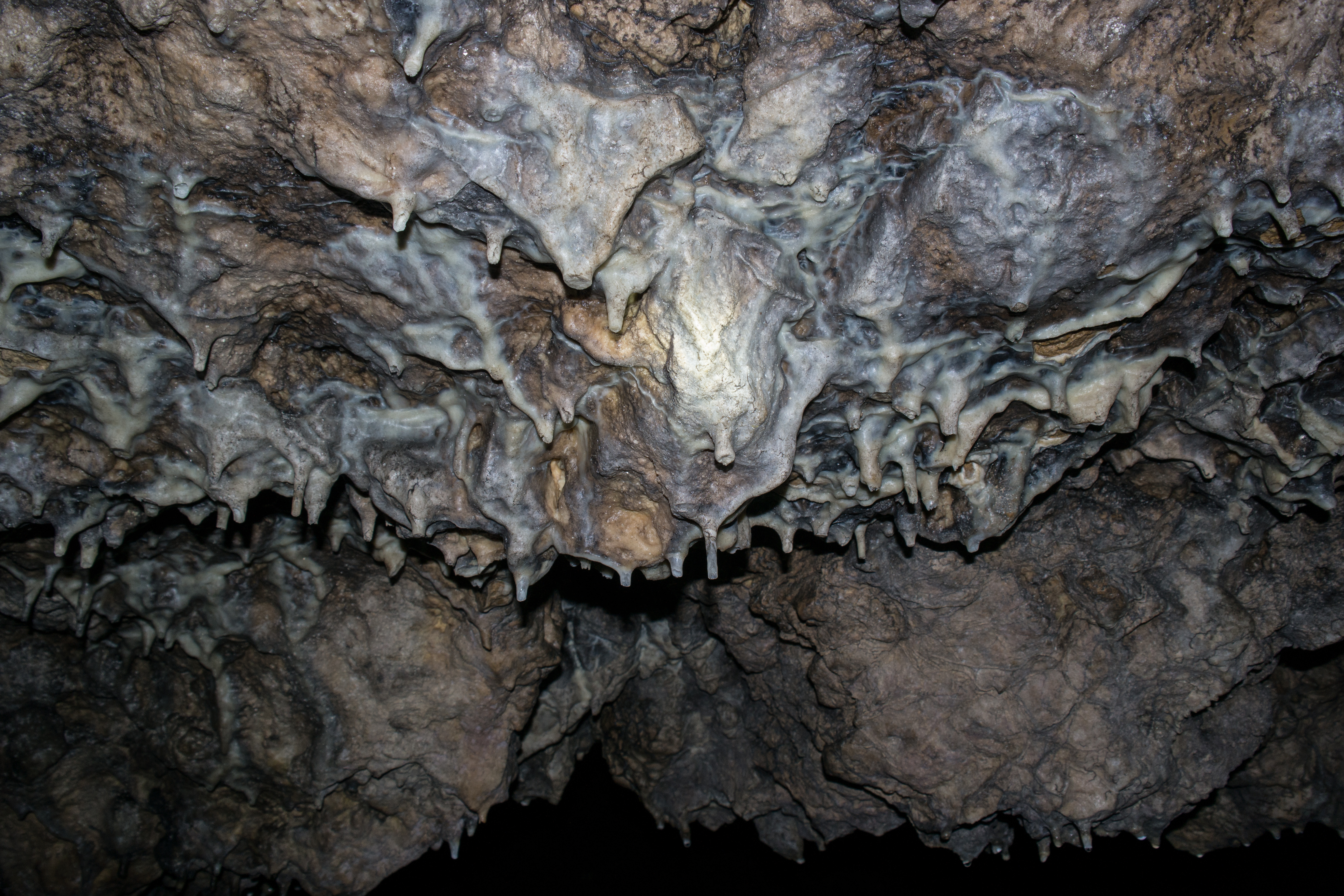
Höhendecke der hinteren Halle (Mai 2015)
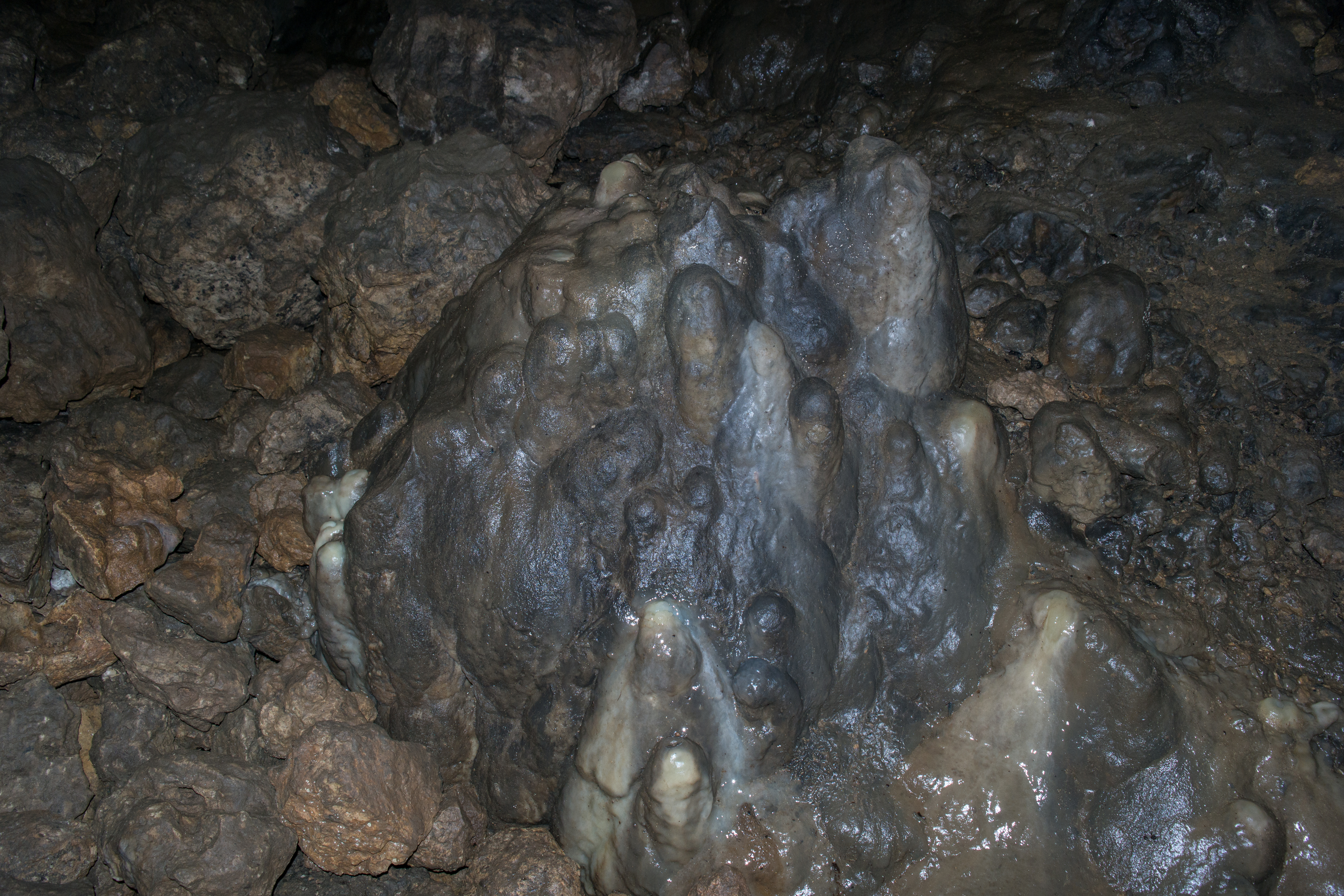
Kleine Tropfsteine am Höhenboden der hinteren Halle (Mai 2015)